# Herb powiatu kutnowskiego
Herb powiatu kutnowskiego – jeden z symboli powiatu kutnowskiego, ustanowiony 10 grudnia 1999.

## Wygląd i symbolika
Herb przedstawia na tarczy w polu zielonym wspiętego złotego lwa z czerwonym językiem, zwróconego w heraldyczną prawą stronę. Po prawej stronie tarczy złoty kłos zboża w słup, o wysokości lwa. Lew nawiązuje do herbu Kutna, natomiast kłos zboża i kolorystyka herbu do rolniczych tradycji ziemi kutnowskiej.